# Classe Palestro (cacciatorpediniere)
La classe Palestro è stata una classe di cacciatorpediniere della Regia Marina.

## Storia
Progettate e costruiti dai Cantieri Orlando di Livorno, le 4 unità di questa classe entrarono in servizio nel 1921. Nel 1938 furono sottoposti a modifiche, con l'allungamento del fumaiolo prodiero; nello stesso anno furono declassate a torpediniere.

## Unità

### Palestro
Impostato nel 1917, entrò in servizio nel 1921. Nel periodo interbellico effettuò varie crociere in Mar Nero e Mar Rosso. Durante la seconda guerra mondiale effettuò servizi di difesa al traffico nel basso Adriatico, ma durante una di queste missioni - scorta di un convoglio in rotta Bari-Durazzo, il 22 settembre 1940 - fu silurato e affondato dal sommergibile britannico HMS Osiris.

### Confienza
Impostata nel 1917, entrò in servizio nel 1923. Il 20 novembre 1940 fu accidentalmente speronata dall'incrociatore ausiliario Capitano Cecchi, affondando al largo di Brindisi.

### San Martino
Impostata nel 1917, entrò in servizio nel 1922. Negli anni Venti svolse crociere in Mediterraneo e Mar Rosso. L'8 settembre 1943, in seguito all'armistizio, fu catturata dai tedeschi al Pireo e ribattezzato TA. 17; il 18 settembre 1944 fu danneggiata da un attacco aereo britannico, e il 12 ottobre dello stesso anno fu nuovamente colpita da aerei e affondata.

### Solferino
Impostata nel 1917, entrò in servizio nel 1921. Durante il secondo conflitto mondiale fu impiegata per la scorta e la posa di mine in Adriatico ed Egeo. Il 9 settembre 1943, in seguito all'armistizio, fu catturata dai tedeschi a Suda; ribattezzata TA. 18, fu affondata dai cacciatorpediniere britannici HMS Termagan e HMS Tuscan il 19 ottobre 1944, a sud di Volo.